# Adamo (abate)
Adamo (990 circa – Petacciato, 1072) è stato un abate italiano.
È venerato come santo dalla Chiesa cattolica, e la sua festività ricorre il 3 giugno.

## Biografia
Adamo nacque intorno al 990 ed è ricordato come abate del monastero di Santa Maria  alle Isole Tremiti, dopo essere stato preposto dell'abate precedente, Guisenolfo.
Partecipò al concilio di Melfi il 21 agosto 1059, dove ottenne la conferma papale all'indipendenza dell'abbazia tremitense rispetto a Montecassino, ma nel 1071 fu deposto per volere dell'abate Desiderio di quel monastero. Si ritirò in eremitaggio nella celletta di San Paolo a Petacciato, dove morì.

## Culto

### Reliquie
Dalla celletta di San Paolo il corpo del beato Adamo fu trasferito, da "uomini pii, ma esperti d'armi", nella notte fra il 2 e il 3 giugno del 1102 a Guglionesi. Secondo la leggenda la traslazione sarebbe stata ordinata da un angelo in sogno all'allora arciprete Benedetto di Guglionesi, che lo proclamò quindi patrono della città.
Una prima statua in bronzo dorato era stata realizzata da Nicola De Argentis di Guardia nel 1153. La testa conteneva le ossa del cranio, dei capelli, e alcuni ritagli del vestito.
Nel XV secolo fu realizzata una statua di rame dorato con arabeschi in oro e testa removibile, per potervi inserire la testa-reliquiario già esistente. Questa statua fu rubata dai francesi di Carlo VIII la notte del Corpus Domini del 1496. I francesi avrebbero cercato di fondere la statua a Campobasso e solo allora si sarebbero accorti della presenza delle reliquie, che consegnarono in chiesa. Secondo la leggenda una serie di grandi piogge e temporali colpirono la città di Campobasso finché le reliquie non furono restituite a Guglionesi.
In questa occasione fu realizzata una terza statua che ancora poteva contenere il più antico reliquiario medievale a forma di testa, ma che fu nuovamente trafugata, insieme ad un busto reliquiario d'argento, la notte del 2 giugno 1885. Le reliquie furono nuovamente restituite dopo un anno dalla cattedrale di Termoli e fu realizzata un'altra statua dalla fonderia di Alessandro Nelli in Roma l'anno 1886 pesante 32 chilogrammi e morfologicamente simile al vero aspetto del patrono. Nella base di questa effigie a mezzo busto si conservano dei pezzi e polveri d'osso.
Attualmente si conservano nella chiesa di Santa Maria Maggiore a Guglionesi due reliquiari, un ostensorio d'argento, donato dalla famiglia Caracciolo - D'Avalos, che viene portato in processione e contiene un pezzo di saio e uno di osso e un altro fatto di cui sopra che ripropone le sembianze del santo a mezzo busto.

### Fonte di Sant'Adamo
I libri di storia narrano che durante la traslazione del corpo da Petacciato a Guglionesi, i buoi che trainavano il carro ebbero sete e toccando la terra con la zampa provocarono la fuoriuscita di uno zampillo d'acqua, poi allargato con un bastone. Successivamente furono costruite nel luogo diverse fontane delle quali oggi rimangono solo due.

### Festa patronale a Guglionesi
Le festività di sant'Adamo abate e protettore si svolgono ogni anno dall'1 al 3 giugno.
Il 2 giugno, nel pomeriggio, si rievoca la traslazione del corpo del santo da Petacciato: un carro trionfale addobbato di edera e trainato da due candidi buoi viene accolto a Fuoriporta con spari, preghiere e musica. Successivamente, nello stesso luogo, si svolge la lettura del racconto della traslazione e un breve discorso del sindaco. Al termine della cerimonia ha luogo una breve processione col carro fino alla chiesa madre dove le componenti della congrega del Santo intronizzano la statua al suono delle campane solenni e della marcia tratta dall'opera "Mosè in Egitto" da parte della banda. Successivamente ha inizio la solenne messa presieduta dal Vescovo diocesano.
Il giorno seguente, dopo la celebrazione delle  messe , nel pomeriggio, si svolge la processione solenne del santo per le vie del paese con la benedizione della città a Fuoriporta. In passato la processione era composta di carri trainati da bovini come quello che ancora si utilizza il giorno 2.

### Sant'Adamo d'Ottobre
Il santo patrono viene festeggiato anche la seconda domenica di ottobre col titolo "della vendemmia" per ricordare la restituzione delle reliquie da Campobasso. In questa occasione si svolgono tre messe solenni.